# Bridger Wilderness
Die Bridger Wilderness [bɹɪdʒɚ ˈwɪldənɪs] ist ein Schutzgebiet vom Typ eines Wilderness Area im US-Bundesstaat Wyoming. Sie liegt in den Rocky Mountains auf der Westflanke der Wind River Range. Das Gebiet ist nach Jim Bridger benannt, einem Trapper und Entdecker, der in den 1820er Jahren als erster Weißer Teile der Rocky Mountains erkundet hat. Das Wildnisgebiet ist Teil des Bridger-Teton National Forest, einem durch den United States Forest Service verwalteten Nationalforst.
Das von Nordwesten nach Südosten langgestreckte Wildnisgebiet hat eine Ausdehnung von über 1700 Quadratkilometern (1964 mit über 1500 km² eingerichtet, 1984 um knapp 150 km² erweitert). Auf der Ostseite wird sie durch die Kontinentale Wasserscheide begrenzt. Im Nordosten liegt jenseits des Gebirgskamms die Fitzpatrick Wilderness, im Südosten die Popo Agie Wilderness. Zwischen diesen grenzt die Bridger Wilderness an die Wind-River-Reservation, eine Indianer-Reservation der Östlichen Shoshone und Arapaho. 

## Beschreibung
Die Bridger Wilderness umfasst eine der spektakulärsten Berglandschaften der Vereinigten Staaten. Im Gebiet liegen sieben der zehn größten Gletscher der USA außerhalb Alaskas, mehr als 2300 Gebirgsseen und auf der Grenze der Wildnis der Gannett Peak, mit 4207 m der höchste Berg Wyomings. Weitere Gipfel über 4000 m sind der Downs Mountain (4096 m) und der Wind River Peak (4021 m). Im Gebiet entspringt der Green River, der mit seinen Nebenflüssen die gesamte Wildnis entwässert. 
In der Wildnis leben Schwarzbären, Grizzlybären, Wölfe, Elche und andere Großsäuger. Weißkopfseeadler und Steinadler sind die größten Vögel. 
Wie in allen Wilderness Areas gibt es keinerlei Verkehrs- oder touristische Infrastruktur. Das Gebiet wird von keiner Straße berührt oder durchzogen, allerdings werden rund 1000 km Wege rudimentär unterhalten. Die Benutzung von Fahrzeugen aller Art, auch Mountainbikes ist untersagt, zulässige Nutzungen sind Trekking und Wanderreiten in Kleingruppen sowie im Rahmen der gesetzlichen Vorschriften das Angeln und die Jagd.